# HD 172555
HD 172555 ist ein Stern der Spektralklasse A5 V, der etwas mehr als 90 Lichtjahre von der Erde in der Richtung des Sternbildes Pfau liegt.
Spektralanalysen deuten darauf hin, dass vor kurzer Zeit eine Kollision zwischen zwei Planeten des Sterns stattgefunden hat, wobei der kleinere der beiden zerstört wurde. Dieser hatte etwa die Größe des Erdmondes, der andere etwa die Größe des Merkur. Der Nachweis der Kollision gelang der NASA mit dem Spitzer-Weltraumteleskop bei der Auswertung einer schon 2004 gemachten Aufnahme.

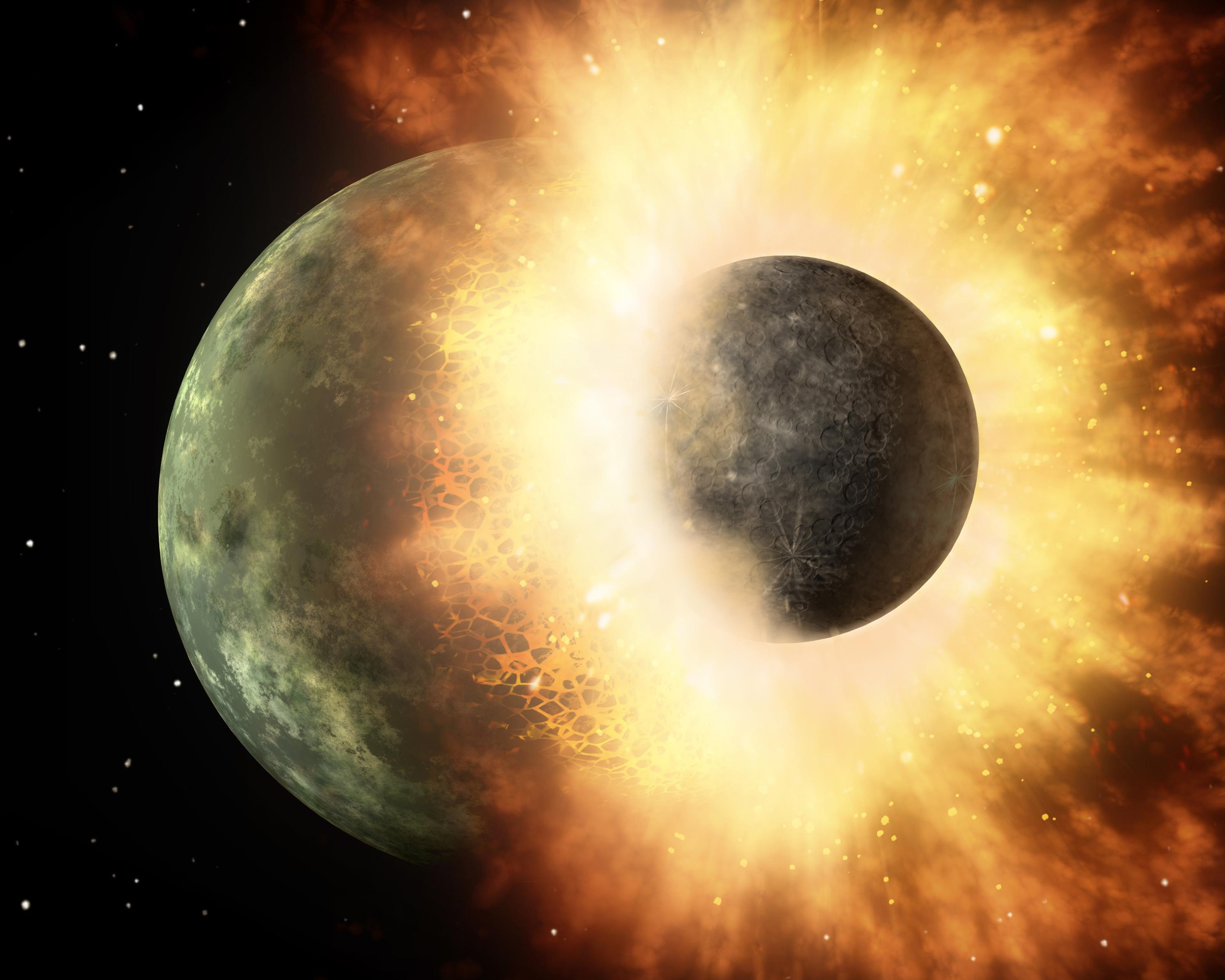
Künstlerische Darstellung des Zusammenstoßes zwischen den Planeten